# (20057) 1993 GC
1993 جي سي (ويعرف أيضًا باسم (20057) 1993 جي سي وفق تسمية الكوكب الصغير) (بالإنجليزية: 1993 GC)‏ هو كويكب ضمن حزام الكويكبات؛ وترتيبه 20057 من حيث الاكتشاف.
اكتُشف هذا الجُرم الفلكي بواسطة Satoru Otomo ‏ في 13 أبريل 1993.

## وصلات خارجية
- (20057) 1993 GC في قاعدة بيانات مختبر الدفع النفاث لأجرام النظام الشمسي الصغيرة

- الاكتشاف · مخطط المدار ·  العناصر المدارية · المعلمات المادية

- (20057) 1993 GC على موقع ويكي سكاي: DSS2, SDSS, GALEX, IRAS, Hydrogen α, X-Ray, Astrophoto, Sky Map, Articles and images